# ファイアーエムブレム外伝
『ファイアーエムブレム外伝』（ファイアーエムブレムがいでん）は、ファイアーエムブレムシリーズの二作目で、1992年3月14日ファミリーコンピュータ用ソフトとして任天堂より発売されたシミュレーションRPG（戦略シミュレーションゲーム）である。

## 概要
前作『ファイアーエムブレム 暗黒竜と光の剣』（1990年）の終了後の話で、男女2人の主人公を交代させながらゲームを進めていく。外伝という位置づけだが、ストーリーに直接のつながりはない。しかし、別大陸ではあっても世界観や年代は共有しているため、前作で登場したキャラクターが数名登場する。
ほかの戦略シミュレーションとは違い、マップを移動し、要所などで敵と出会うと戦闘マップに移行するという、一風変わったシステムを持つ。また、ある特定のいくつかのクラスに属する者は所定レベルさえ満たせば無限にクラスチェンジを繰り返して強化することができることや、特定の敵を倒したときだけ極稀に入手できるレアアイテムの存在など、育成ゲームとしても中毒性が高い。ほかのシリーズではあまり見られないシステムとしては、資金の概念がなく、武器に使用回数制限が無い、魔法はHPを消費して使用する、入手経験値が2倍になるイージーモードの搭載、弓兵が直接攻撃可能などがある。前述のような一部シリーズ作への実装や、関連スタッフが制作した別作品のシステムの土台になるなど、比較的影響のある作品となっている。
後に本作のリメイクとしてニンテンドー3DS専用ソフト『ファイアーエムブレム Echoes もうひとりの英雄王』（2017年）が発売された。

## ゲーム内容

### ワールドマップ
本作は全5章から成り立っているが、本作には戦闘マップだけではなくRPGのようなワールドマップがあり、拠点間を移動し、配置された敵軍団と接触した場合に戦闘マップに入る構成となっている。従来の進撃準備（アイテム整理・味方の並べ替えなど）・セーブなどはワールドマップ上で行える。なかにはミラの像がまつられている祠など戦闘が何度でも発生する拠点もあり、これを利用したキャラクターの自由な育成が行える。戦闘に関しては退却（撤退）を選択することで、退却時点での敵の総数・構成のまま、進軍前のワールドマップ位置に戻ることができ、装備を整えたりしてから再度戦闘を仕掛けることができる。逆に、敵の増援がワールドマップ上に突如として現れることがあり、移動してくるものもいる。この場合、敵から接触してくると敵ターンから開始となる（戦闘マップにおいては敵と味方の位置が逆になる）。また、撤退しても増援部隊が追撃を仕掛けてくる場合もある。ワールドマップは章を進めるごとに可視範囲が広がっていき、最終的には舞台となるバレンシア大陸の全容が見える仕組みとなっている。基本的にクリアする前の章の舞台であった場所にも戻れるが、ストーリー進行上、逆戻りなどがどうしてもできなくなってしまう箇所もある。また、進行を誤ると詰みと判定されゲームオーバーになることもある。
ワールドマップには戦闘マップ以外にも、主に村、修道院、神殿などの戦闘マップではない施設が存在しており、通行人と会話することで味方ユニットの勧誘や情報収集、アイテム入手などが行える。一部は「○○の泉」と言う物が設置されており、有限だがこれでパラメータ強化やユニットの復活が可能。
また、FEシリーズにおける主人公（本作では「兵種・ロード」の名称は使われていない）が、本作ではアルムとセリカの2人が存在し、第1章・第2章では片方を、第3章以降では両方を進軍させながらゲームを進めていく。アイテムに関しては旅の商人を介すことで1つだけ受け渡しが可能である。なお、メンバーの受け渡しは通常できないが、死亡した仲間を復活の泉から復活させたり、第2章に限り第1章で仲間にせずに放置しておいたユニットと会話を行うことで、本来とは別の主人公のメンバーとして仲間にするという擬似的な受け渡しは可能。
このシステムは同シリーズでは『聖魔の光石』、同じ製作者による『ティアリングサーガ』において改良を加えた形で継承されている。

### 戦闘システム
通常のシリーズ作品との大きな違いとして、全ての武器に強度がないこと、ユニットに何も持たせなくても常にクラス固有の武器を標準装備している状態（例えばナイトであればやりを装備している）で攻撃が可能なことがあげられる。このシステムに対して、アイテムは各キャラ1つのみ持て、アイテムの効果も能力値上昇（武器なら攻撃力、防具なら防御力など）が主な役割となっている。
また、魔法もレベルによって「覚える」というシステムであり、他作品の魔法書の強度の代わりにキャラのHPを消費して使用する(HPを吸収するリザイアは例外的に消費無し)。魔法を覚えるレベルについては、仲間になってから上がったレベルの和となっている。たとえば、レベルが仲間になってから＋10の時に覚える魔法があったとし、レベルが5上がってからクラスチェンジすれば上級職からさらに5上がったときに覚える、といったふうになっている。
上記のシステムのためか、本作にはお金や店の概念がなく、アイテムは全て宝箱か、仲間になった味方が所持していたもの、倒した敵が落とすことのみで入手できる。
一部の戦闘マップにおいて、本シリーズで初となる「同盟軍」(自軍の味方だがCPUが操作する勢力)が登場する。自軍ユニットが魔法で召喚した幻影兵も同盟軍として扱われる。
また、自軍の操作をCPUに任せる簡易指示として相手に攻撃させる「とつげき」、自軍を一点に集める「みんなあつまれ」が使用可能。このシステムは、『蒼炎の軌跡』、『覚醒』において採用されている。

### イージーモード
ゲームを最初から開始し、セーブするファイル番号を選ぶ際に、スタートとセレクトを押したままAボタンを押すことで「NORMAL」と「EASY」を切り替えることができる。
このとき、「EASY」を選んだ場合のイージーモードでは、入手できる経験値が2倍になり、旅の商人を介さなくてもアルム側・セリカ側の間でのアイテムの交換が「あずかる」「うけとる」のみで可能になる。

### クラス
『外伝』におけるクラスは、他のFEシリーズとは異なるため、クラスチェンジ込みで記載する。クラスチェンジできるLVはユニットによって異なっている。
本作から経験値が倒した職業による絶対制から、相手とのレベルの相対的差によって変動するシステムになった。このシステムは『聖戦の系譜』以降で採用されている。このため、レベルが上がれば上がるほど経験値も入りにくくなっており、最悪レベルが最大に達していないにもかかわらず、経験値が入らないこともありうる。さらに、『暗黒竜と光の剣』同様、クラスチェンジ時の能力上昇は上級職の基本値まで底上げする形で引き上げるシステムとなっている。たとえば、力が5のときに上級職にクラスチェンジし、上級職の基本パラメータの力が7であれば2上昇して7になるが、同様の条件で力が9のときにクラスチェンジしても上昇しない。前述のとおり、本作では入る経験値がレベルの相対差によるシステムとなっているため、最強キャラクターを育てたいのでなければ、不足分の能力が埋まるように上昇してレベルも上がりやすくなるなど、その他の作品と比べ早めにクラスチェンジするメリットが大きい。
なお、あまり戦闘しなくても出撃していればある程度経験値を得られるようになっている。ただし、この方法では経験値が99どまりでレベルアップはしないため一度戦闘する必要がある。
また、最大LVは全クラス共通20で、最大パラメータはHPは52でそれ以外は40である。
以下のクラス分けは装備および戦闘方法で区分けしている。前作は武器について様々な種類が装備可能だったが、外伝においては固定されているため、武器はクラスで定められた種類のみを装備可能。また、一部前作からモーションを使いまわす形となっている。
剣系クラス
- 傭兵 - 剣士 - 魔戦士 - 村人

剣歩兵ユニット。攻撃力を中心にバランスに長け、素早さも高い。魔戦士になると魔法防御が上がる。このクラスから村人に戻ることができる。
槍系クラス
- ナイト - パラディン - ゴールドナイト（Gナイト）

騎兵ユニット。移動力、機動力に直結した能力が高い。ゴールドナイトになると川を渡れるようになる。前作および後続シリーズのソシアルナイトに該当。
- ソルジャー - アーマー - バロン

重歩兵ユニット。体力、防御に直結した能力が高い。槍系統の装備が可能だが、ソルジャーはてやり・グラディウス等の間接攻撃可能な槍を持たせても使用できない。
- ペガサスナイト（Pナイト） - ファルコンナイト（Fナイト）

飛行系ユニット。地形による移動妨害やダメージを無視できる（ただし戦闘時は地形補正を受けられない）。ファルコンナイトになると「モンスター特効」能力が備わる。今シリーズでは弓攻撃による弱点はほぼ無い（弓系アイテムを持つ敵が限られるため。飛行特効自体は存在）。
弓兵クラス
- アーチャー - スナイパー - ボウナイト

本作では弓の射程が1 - 3となっているが、弓系アイテムで5まで伸びる。クラスチェンジ毎に移動力が上がっていく。ボウナイトになると弓系アイテムなしでも射程1 - 5まで上がる。弓系アイテムを装備すると飛行ユニットに特効。なお、敵として出てくるスナイパーは前作のボウガンのモーションとなっている。
魔法系クラス
- シスター - 聖女

味方の回復や支援に特化した白魔法メインの魔法系女性ユニット。HPを吸収する黒魔法を覚えているが、聖女になるとさらに一部の黒魔法が使用でき、ターン初めに隣接するユニットの体力を回復させる能力が備わる。
- 魔道士 - 賢者

男性魔道士系ユニット。黒魔法メイン。黒魔法は地形効果を無視する強力な攻撃。賢者になると一部の白魔法が使用でき、ターン初めに自己回復が出来る能力が備わる。
- 魔道士 - 神官

女性魔道士系ユニット。ユニットとしての特徴は男性系と同じだが、クラスチェンジで神官になると一部の白魔法が使用でき、魔法だけでなく剣が使用可能になる。これにより地形の影響は受けるが、HPを消費せずに戦闘することが可能になる（「echoes」においては、剣技の使用も可能になる）。
特殊系クラス
- 村人

剣歩兵ユニットであるが、ある一定のLVに達すると、ナイト、ソルジャー、アーチャー、傭兵、魔道士のどれかにクラスチェンジができる（システム上どれかのクラスが提示されるので、目的でないユニットはその都度キャンセルが必要）。傭兵になった場合「無限レベルアップ」が可能。
最初のクラスが傭兵系統のユニットも、村人から魔道士を経ることでユニットに設定された魔法を覚える。
- 戦士 - 勇者

アルム専用ユニット。剣歩兵ユニットでバランスよく成長する。特殊な条件で強制クラスチェンジ。クラスチェンジをすると弓が使用可能となり、近距離戦重視の遠近対応ユニットになる。
- 神官 - プリンセス

セリカ専用ユニット。上記神官と同じく剣、黒魔法、一部の白魔法が使える多目的の歩兵ユニット。特殊な条件で強制クラスチェンジ。クラスチェンジしても神官のときと同じ武器と魔法を使う。
敵専用クラス
敵専用クラスはクラスチェンジができないユニットなので、単一で記載する。
- 盗賊

今作品における唯一の斧を使うクラスである。他作品のような、鍵を開ける役目の盗賊とは異なっている。育成で有用な「天使の指輪」をわずかな確率でドロップする。
- 魔女

黒魔法とワープを使う女性魔道ユニット。自分自身をプレイヤー側ユニットの近くにワープさせ、直後に移動や攻撃を行う能力を持つ。ボス敵の中には召喚魔法を使うこともできる者もいる。まれに、勇者の剣を落とす。
- 妖術士

敵専用黒魔法と一部の白魔法を使う。
- 祈祷師

敵専用黒魔法と召喚魔法を使う。キャラクターの中には敵、味方にダメージを与える全体魔法も使える。
- 邪神

ドーマ専用クラス。他の敵とは異なるさまざまな攻撃技を使う。
モンスタークラス

## 設定

バレンシア大陸の勢力図。赤はリゲル帝国、青はソフィア王国の版図

兄神ドーマの紋章

妹神ミラの紋章

### ストーリー
北の邪神ドーマと南の大地母神ミラの2人の神の戦いにより、バレンシア大陸は2つに分かれた。北は騎士の国リゲル帝国、南は文化の国ソフィア王国となり、均衡を保ち続けていく。しかしリゲル帝国が飢えに喘いで助けを求めていたが、ソフィア国王リマ4世はこれを無視した。
この態度に怒ったリゲル帝国は、兵力のないソフィア王国に侵入しほぼ制圧する。ソフィア王国の宰相ドゼーもリゲル帝国に寝返り、ソフィア城はリゲル帝国の手に落ちようとしていた。
そんな戦乱のなか、ソフィア王国の騎士だったマイセン伯爵を祖父と信じるアルムと、リマ4世の娘セリカが大陸に平和を戻すために壮烈な戦いの旅に出る…。
だい1しょう ソフィアへ！
ソフィア王国のクーデターにより宰相ドゼーがトップになった事で、悪政に苦しむ人たちからの解放の為に反乱軍が結成されるも、苦戦を強いられる。メンバーであるルカがラムの村に立ち寄り、マイセン将軍をリーダーにすべく説得に来たが、孫のアルムからの伝聞のせいか拒否と受け取られる。マイセンから反対されてはいたが、アルムが祖父の代わりにソフィア王国解放へ旅立つ事になる。最終的にソフィア城へ進軍し、ドゼーを撃ち取れなかったが城を奪還することに成功。しかしその途中で、大地母神のミラの加護が消えた可能性を知る。
だい2しょう セリカのたびだち
バレンシア大陸の実りが無くなって3年、人々が飢えに苦しむ中、豊穣を司る大地母神ミラの状態を確認すべくセリカは仲間と一緒にミラの神殿へ旅立つ。ギースの海賊や魔物との戦いを経て大陸本土に上陸した一行は、途中でソフィアを解放した懐かしい人物である英雄と出会う。しかし、互いの思想のすれ違いで決裂し別々の道へと旅立つ。
だい3しょう かいほうせんそう
アルム軍はリゲル王国へ進軍し、セリカ軍は盗賊を撃破しながらミラ神殿へと旅立つ。アルムはソフィア城で逃した宰相ドゼーを追撃。一方のセリカは、賊を牛耳るギースの根城の砂漠を制圧しながら、この旅で自分の正体を知っている人物に出会う。場所違いの水門で両軍が立ち往生したが両方の協力で進軍する。
だい4しょう かなしみのだいち
戦いは水門の先のリゲルに続く。セリカ軍はミラの神託を求めて、大賢者ハルクの元に向かう。ミラを封じた剣がドーマの塔にある事が解り侵入するが、祈祷師ジュダからの誘いで罠にかかってしまう。アルム軍は火山で足止めを食らいつつも皇帝ルドルフのいるリゲル城へと進軍。ルドルフ撃破後、意外なアルムの生い立ちが解る事になる。
だい5しょう さいかい そして…
ドーマの封印を託されたアルム軍はドーマの祭壇へと向かう。そこでジュダの罠によって邪神ドーマとの戦いに苦戦するセリカ軍と鉄格子越しに再会。封印の剣を手にしたアルム軍は、セリカ軍との合流を果たしドーマに挑む。

### 世界背景

ソフィア王国の紋章

リゲル帝国の紋章

ソフィア王国
バレンシア大陸の南方・サザン地方を支配する王国。大地母神ミラの加護を受けており実り豊かな国であったが、それゆえに国政の腐敗を招き、飢饉に喘ぐリゲル帝国への援助を拒否したことがリゲルの侵攻を招き、宰相ドゼーの内応も合わさり王家は滅亡する。生き残りの兵士たちは解放軍を組織してドゼーに抵抗している。
領土は国境沿いの森林を北西区域に、山岳にたたずむミラ神殿と広大な砂漠を北東区域に、広大な平野部から辺境の村ラムまでを南西区域に、海域にノーヴァ修道院をはじめとした施設が点在する群島を南東区域に有する。
リゲル帝国
バレンシア大陸の北方・ノーザン地方を支配する帝国。邪神ドーマの加護を受けており精強な騎士団を有するが、数年前に飢饉に遭遇し、ソフィア王国に援助を頼むが断られたことがきっかけとなり、ソフィア王国に進撃する。一時はソフィア王国全土を併呑する勢いであったが、ラムの村から進撃してきた解放軍の新リーダー・アルムのまえに徐々に押し戻されていくことになる。
領土は竜の谷・恐山などの天険を擁し、リゲル城への道程も険しい西部と、沼地や迷いの森などの天険がドーマ教の聖地・ドーマの塔への道程を阻む東部に分かれる。その地の利は中央からの命令を届きにくくしており、国境近くでは前線司令官・ジェロームがドーマ教団と結託して人々を苦しめるなどの腐敗もみられる。

## 登場キャラクター

### 味方キャラクター
前作に登場したキャラクターのうち、パオラ、カチュア、エストのペガサスナイト3姉妹が登場してセリカ軍に参加する。それ以外にも「死んだと思われていた人物」が、ジークの名で登場し、アルム軍に参加する。シリーズで恒例となっているアンナは本作には一切登場しない。

#### アルム軍

解放軍の紋章

アルム (Alm)
初期クラスは戦士Lv1。登場は1章。
本作の主人公の一人。ラムの村にてマイセンとともに修行をしていたが、ルカの誘いにより解放軍に参加する。実はリゲル帝国の皇子であり、本名はアルバイン・アルム・ルドルフであるが、本人はそのことを終盤で知ることになる。専用武器は王家の剣、ファルシオン。
ソフィアをドゼーから開放し、そのままドゼーを倒す。その後、やってきたリゲルの正規軍を相手に進撃を勧め、水門にてタタラを撃破、水門を開放してソフィア水没の危機を救う。その後にリゲル帝国に攻め入り、ルドルフ皇帝を倒してリゲル帝国を制圧する。そして囚われの身となったセリカを救うために地下のドーマ神殿に突入することとなる。
戦後はセリカと結婚しバレンシア統一王国の初代国王となる。後世からは神々の悪しき鎖を断ち切り千年王朝を築きし者・聖王アルム1世と呼ばれるようになる。
正義感の強い、真っ直ぐな性格。一人称は「僕」であるが、第2章のラストでセリカとの会話中、「俺」と「僕」の両方を使っている。
ユニット・戦士のときは剣しか使えないが、クラスチェンジ後のユニット・勇者の時には剣と弓が使える。この剣と弓が使用できる仕様は『烈火の剣』の主人公・リンの上級ユニット・ブレイドロードに起用されている。ユニット・勇者にクラスチェンジ後に剣装備時限定で盾が戦闘グラフィックに追加される。
戦闘グラフィックはユニット・戦士の通常攻撃、必殺攻撃。前述の盾が追加されるユニット・勇者の剣通常攻撃、剣必殺攻撃、弓攻撃、ある条件でラスボス戦限定で見られる特殊グラフィックの6種類。
公式イラストとゲーム画面のデザインが一致していない。前者は短髪の緑髪でパッケージイラストではバンダナをしているが、イメージイラストでは何もつけていない。後者はユニット・戦士時には『烈火の剣』の主人公・エリウッドに近いサークレットをしているが、ユニット・勇者時には戦士の顔グラフィックにあったサークレットが無くなっている。
佐野真砂輝&わたなべ京の漫画版では髪は緑色、バンダナは薄い水色、髪型は前髪の分け目以外は『蒼炎の軌跡』の主人公・アイクに近いラフな感じに描かれている。
『ファイアーエムブレム ザ・コンプリート』の水縞とおるの漫画「遠い大陸の追憶」では、イメージイラスト版に近い雰囲気で描かれている。
篠崎砂美の小説版『紋章の謎』上巻にジークのエピソードの経緯時に名前のみが登場している。
ルカ
初期クラスはソルジャーLv2。登場は1章
ソフィア王国の兵士。解放軍への参加を呼びかけに地方を回っており、マイセンの力を借りるためラムの村を訪れたところから物語が始まる。一人称は「僕」。
小説版ではフォルスと人一倍強い信頼関係を持っている。そのためソフィア城解放戦前夜に「どうせ眠れぬものならば」と2人で槍の打ち合いにいそしんでいる。
グレイ
初期クラスは村人Lv5。登場は1章。
ラムの村人。アルムと共に解放軍に参加する。キザな性格だが、妙に憎めない。
ロビンとは親友同士で、クレアを取り合っており、後日談ではクレアと結婚する。ロビンとクレアの生死によって運命が分かれ、クレアが死亡した場合は似合わないと知りつつも一人旅に出る。ロビンが戦死した場合は、彼の死を悲しみ酒におぼれる毎日を送るようになる。
村の出口を塞ぐ形で立っていたため事実上の強制加入だが、ある方法を使えば加入させずに進める事が可能。この方法を用いてセリカ軍に復活の泉を介さずに加入させることが出来るが、どちらの軍にも加入させないままシナリオをクリアするとエンディングで死亡した扱いになる。
ロビン
初期クラスは村人Lv2。登場は1章。
ラムの村人。グレイ、クリフと共に解放軍に参加する。グレイとは親友同士。
公式イラストとゲーム画面で髪の色が全く一致していない。
クリフ
初期クラスは村人Lv1。登場は1章。
ラムの村人。頼りない性格だが、解放軍に参加する。成長率は最も高いエース候補。戦後アルムに別れを告げ行方をくらましている。
佐野&わたなべ版では、ゲームの方で数多くの魔法を覚える設定ゆえか、曾お婆さんの血のおかげで魔法が使える設定で、「ドゼーの砦」にて真っ先にマチルダを助けた直後に背後からドゼーの槍に刺され、「雷撃（サンダー）」をドゼーに放った後に死亡する。
小説版ではシルクとは異父姉弟という設定であり、幼いシルクを修道院に預けたシルクの母がラムの村で産んだ子供とされている。名前の綴りは「KLIHS」。ソフィア城奪回戦で妖術師からシルク達を守り死亡する。
また、『ファイアーエムブレム トラキア776』にボーイと共に同じ名前の子供がNPCキャラクターとして登場している。
シルク
初期クラスはシスターLv1。登場は1章。
盗賊に捕らえられていたミラに仕えるシスター。
公式イラストとゲーム画面で髪の色が全く一致しておらず、前者では緑、後者では紫。また、服の形状も一致していない。
佐野&わたなべ版ではゲーム内より勇敢な一面を持ち、ゲーム内にある「水門」の開け方を知っている設定になっている。
小説版ではゲーム本編で人間関係が見えない部分から独特の設定が設けられた。ルドルフに仕えていた乳母が彼女の母親であり、シルクを修道院に預けていった。クリフと異父姉弟であり、クリフが最後に伝えようと事切れた後、墓参りの際にその想いを墓標で伝えている。上記の母の出自からアルムとのつながりを持つ重要人物となっている。髪形は桃色髪のショートカット。
クレア
初期クラスはペガサスナイトLv1。登場は1章。
クレーベを兄に持つソフィア王国の天馬騎士。ドゼーとの戦いによって捕らわれて、南の砦に監禁されていた。アルムに想いを寄せていたが、同時にグレイやロビンから熱烈な求愛を受けていた。戦後グレイが生存していると彼の妻となる。
公式イラストとゲーム画面で配色が全く一致しておらず、前者では髪と目が赤で鎧が黒、後者では髪が青、目が黒、鎧がピンクとなっている。
クレーベ
初期クラスはナイト（『Echoes』ではソシアルナイト）Lv6。登場は1章。
解放軍を興したリーダー。解放軍のアジトをソフィア城近郊に設けてドゼーに反抗していたが、クレアやマチルダを捕らわれしまいリーダーとしての資質を自ら気にしていた。後に軍の指揮をアルムに託す。
後日談では、バレンシア統一王国騎士団を結成し団長を務めることになる。マチルダの生死によって後日談が変化し、生存していれば彼女と結ばれ、死亡していた場合は海賊との戦いで命を落とすという悲惨な末路を辿る。
フォルス
初期クラスはソルジャーLv4。登場は1章。
解放軍の呼びかけに呼応し参加した兵士。クレーベの副官的存在で、大地母神ミラの異変についても語ってくれる。
小説版ではルカと人一倍強い信頼関係を持っている。その為援軍を求めに行ったルカが帰還した時、抱き合って彼の無事を喜ぶという一面も持つ。
パイソン
初期クラスはアーチャーLv3。登場は1章。
解放軍の呼びかけに呼応し参加した弓兵。解放軍のアジトの入り口にて見張りをしていた。ドゼー軍のスレイダーに対しての注意をしてくれることから、独自に諜報をしていた可能性もある。後日談では、村を盗賊から守るため自警団の団長を務めている。
リュート
初期クラスは魔道士Lv7。登場は3章。
森の村に住む青年で、エクスカリバーを操ることができる。リゲル進攻時に妹のデューテをタタラにさらわれ、彼女を救うためアルム軍に参加する。後日談では自らの魔力は未熟だと痛感し海の向こうの大陸へ渡る。
水縞版では1コマ限定で登場をしている。
田村由美によるイメージイラスト「リゲル帝国の野望に終止符を」では、マイセン共々ドーマに止めを刺すアルムの傍で見守っている。
箱田真紀の漫画『ファイアーエムブレム 暗黒竜と光の剣』と篠崎版の『紋章の謎』にも登場をしている。篠崎版では過去の記憶を取り戻したジークに助言をし、「全くの第三者として関与する」ために仮面を手渡すという設定となっている。
尾崎版小説では妹のデューテがリゲル軍にさらわれた負い目から、村の離れに庵を構え一人で暮らしている。ガーゴイルに攫われた村の娘を単身助け出し、そのお礼に渡された聖なる槍をクレアに託すも、魔女となったデューテと自ら一騎打ちを行い命を落とす。
マチルダ
初期クラスはパラディンLv1。登場は3章。
ソフィアの伝説の女騎士。クレーベの恋人。ドゼーとの戦いで捕まり監禁されてしまい、ソフィアが開放され、ドゼーが劣勢になり公開処刑されそうになってしまったところをアルムたちに救われ仲間に加わる。クレーベの生死によって後日談が変化し、生存していると彼の妻となり騎士を引退する。反対に死亡していた場合は彼の遺志を継ぎ騎士として戦い続けることになる。いずれの場合も、「伝説の女騎士」としてバレンシアの歴史に永遠に語り継がれることになる。
佐野&わたなべ版では、髪型が『ファイアーエムブレム・ザ・コンプリート』のイメージイラストのポニーテールではなく、『暗黒竜と光の剣』の王女・ニーナに近い頭の上にお団子ヘアーになっている。処刑シーンもあるが、当然のことながらゲーム内では馬に乗っている演出は変更になっている。
デューテ
初期クラスは魔道士Lv3。登場は3章。
リュートの妹で、オーラを操ることができる。リゲルから進撃してきたタタラによって捕まり、洗脳を受けて魔女になる。この洗脳は説得では開放されず、タタラを破るまで解くことはできない。洗脳から開放されるとこれまでのことを謝罪し、アルム軍に参加する。後日談では、魔法を封印して一人の女性として暮らしていく。
魔力が全キャラ中最もよく伸びる反面、守備力がほとんど伸びず、最悪の場合LVがカンストしても初期パラメーターのままという極端な性能なため、「解析ファイアーエムブレム外伝」では「ガラスのエース」という異名がつけられている。
顔グラフィックは仲間加入時とユニット・魔女の2種類もあるキャラクターである。
旧作時では一人称は「わたし」で真面目な雰囲気・口調・性格だった。
小説版では洗脳されている間に兄・リュートを殺めてしまい、洗脳が解けた際に兄の亡骸を抱え涙することになる。
ティータ
初期クラスは聖女Lv1。登場は4章。
リゲル騎士団のシスター。漂流してきたジークを介抱した。ジークを牽制するためにジェロームと結託したヌイババに捕らわれて監禁されてしまうが、アルム軍によって解放される。その後、ジークと共にアルム軍に参加することになる。後日談では、ジークの記憶が戻らないように願いつつ、彼と生涯を共にした。
『紋章の謎』ではシリウスと名前を変えたジークが、かつての恋人に「帰りを待つ人がいる」とティータの存在を示唆している。
篠崎版の『紋章の謎』ではジークがバレンシア大陸に到着し、アカネイア大陸に行くまで経緯時に登場をしている。
ジーク
初期クラスはゴールドナイトLv3。登場は4章。
前作の敵キャラクターカミュと同一人物であると思われるキャラクター。記憶喪失の状態でバレンシアに漂着し、皇帝ルドルフに拾われ、ジークという名を与えられた。そのためルドルフを父親同然に忠誠を誓っている。ソフィアとの戦争に反対していたが、ヌイババに恋人のティータが人質として捕えられ、やむを得ず敵として現れるが、彼女を救出すると味方として参戦してくれる。
なお、ティータを仲間にする前に「リゲル平野」へ進軍してしまうとジェローム隊だけでなくジーク隊とも戦わなくてはならない上、ジークを倒してしまうと付近に住むリゲル国民から激しく非難されてしまう。
ソフィア解放軍への誘いもルドルフへの忠義から一度は断るが、アルムの手にある聖痕を見つけルドルフの言葉を思い出し、アルムに協力することになる。
後日談では、激しい戦いの中で記憶を取り戻したが、ティータを思ってか、その過去があまりにも悲惨なものだったためか、多くを語ろうとはしなかった。次作『紋章の謎』第2部では、彼と思われる人物が仮面を付けてシリウスと名乗り、アカネイア大陸に現れる。
マイセン
初期クラスはゴールドナイトLv7。登場は5章。
ソフィア一の勇者と呼ばれていた将軍。王家の人々を暗殺するドゼーから王女であるセリカを逃がそうとしたため、逆にドゼーに王女誘拐の罪を被せられ追放されてしまう。アルムの育ての親でもある。ノーマ司祭やルドルフ皇帝らとも関わりがある。アルムからは「爺ちゃん」と呼ばれている。
ラムの村にてルカの申し出を断り、アルムの参戦にも強く反対した。しかし、アルムの進撃を見て避けられないと分かると、リゲル城に行き、ルドルフを倒したアルムにすべての真実を話してドーマ討伐に参加する。最終決戦目前に最高位クラスで参戦し、熟練した老人のためか成長率が絶望的に低い。

#### セリカ軍
セリカ (Celica)
初期クラスは神官Lv1。登場は2章。
本作のもう1人の主人公。ソフィア王家の血統を持つ王女。本名はアンテーゼ。ドゼーの魔の手から逃れるために幼い頃にマイセンに預けられていたが、ドゼーの捜索がラムの村にまで及んだことにより、ノーヴァ島の教会に預けられることとなった。心優しく、争いごとを好まない性格。
メイやボーイ、ジェニーと共に教会を守っていたが、ミラ封印による飢饉を食い止めるべく、ミラ神殿に向かうことになった。ソフィア城にてアルムと会うが、その考え方の違いから仲違いをし、別々に行動することになる。その後、ソフィアを荒らし回っている盗賊王ギースを撃破し、ミラ神殿をミカエラから解放するが、ルドルフによってミラが封印されていることを知ると今度はドーマの塔に向かうことになる。しかし、ジュダの罠によってドーマの生贄にされて危機に陥ってしまう。そこにアルムからの救援が来て、2人で共にドーマを討つことになる。
アルムと隣接しながら戦闘を行うと必ず必殺が発生するというシステムが後作品に支援効果として受継がれていくことになる。
初のFE女性主人公。店頭販売したFEソフトの主人公のなかで唯一専用武器が無い主人公でもあったが、『Echoes』では宝剣ソフィアを入手する。
プリンセスにクラスチェンジすると、顔グラフィックにサークレットが追加される。
篠崎版の『紋章の謎』上巻にジークのエピソードの経緯時に名前のみが登場している。
メイ
初期クラスは魔道士Lv1。登場は2章。
修道院に仕える魔道士。ボーイとは良きコンビで喧嘩友達でもあり、サンダーの魔法が使えることを自慢にしていて、現時点で使うことのできないボーイをからかっていた。
戦後もボーイとの喧嘩が絶えなかったがお互いにその日常を幸福に思っている。
ボーイ
初期クラスは魔道士Lv1。登場は2章。
修道院に仕える魔道士。セリカの旅に同行する。メイとはよく喧嘩をしているが、内心密かに慕っている。メイにサンダーを使えないことをからかわれているが、実際習得できるLVは遅い。
公式イラストとゲーム画面では髪の色が全く一致しておらず、前者では緑、後者ではオレンジになっている。
ジェニー
初期クラスはシスターLv1。登場は2章。
セリカと共に修道院に仕えるシスター。メイやボーイと共に同行することになる。戦後、誰もが意外に思う人物と恋仲になったが、それが誰であるかは分からないらしい。
セーバー
初期クラスは傭兵Lv1。登場は2章。
ノーヴァの港で傭兵業を営む男。目に眼帯をしている。酒場で飲んだくれているところを海を渡ろうとするセリカに対して無茶だと思いつつも、セリカに雇われる。戦後、妻を娶る。また、ジェシーの生死によって彼も王国建設に関わるかどうかが変わってくる。ジェシーが死亡した場合はバレンシア王国騎士団に参加する。
ある条件を満たすと、女性魔法系ユニットが全員習得できる魔法・エンジェルが使える唯一の男性キャラクターでもある。
小説版では最初セリカに雇われたのは「持ち主を不死身にする」と言われる「聖なる剣」獲得のため彼女らを利用しているにすぎなかったが、死竜（ドラゴンゾンビ）との戦いでカムイが犠牲となった事を機にその考えを捨て、セリカに無私の忠誠を尽くす事になる。
バルボ
初期クラスはアーマーLv1。登場は2章。
海賊ダッハに家族を殺され敵討ちに出た戦士。敵討ちに協力してくれたセリカと対面をし、恩返しとばかりにセリカ軍に参加、戦後はアルムの頼みによりバレンシア王国にて新兵を教育する教官になる。
主要キャラクターではないにもかかわらず、アルムやセリカと共にパッケージイラストに描かれていた。
公式イラスト、パッケージ、ゲーム画面で配色が全く一致しておらず、公式イラストでは白髪に黄土色の鎧、パッケージでは青髪に黄色の鎧、ゲーム画面では茶髪に赤い鎧となっている。また、髪型も一致していない。
カムイ
初期クラスは傭兵Lv3。登場は2章。
バルボに金で雇われた傭兵。セリカとの共闘後、そのままセリカ軍に参加する。戦後はジェシーと共に王国建設に参加している。ジェシーが死亡している場合は彼の遺志を継いだのか、彼に代わって王国を建設し砂漠の傭兵王となる。
小説版では「聖なる剣」に目のくらんだセーバーを諭すが聞き入れられず、ドラゴンゾンビからセーバーを守るために戦死。その姿は「誰かのために死ぬ」という傭兵というユニティの純粋を貫いた姿として描かれている。
レオ
初期クラスはアーチャーLv4。登場は2章。
バルボを兄貴と慕う弓兵。セリカとの共闘後、そのままセリカ軍に参加する。
小説版ではエストに気があったらしく、彼女のために「竜の盾」を取ってくるが敵の妖術で瀕死となり、「戦の中で死ねるなら本望」と言い残しかけるが死んでいなかったという役柄である。
パオラ
初期クラスはペガサスナイトLv8。登場は3章。
前作で仲間になったペガサスナイト3姉妹の長女。海賊にさらわれたエストを助けるためにカチュアと共に参戦する。
カチュア
初期クラスはペガサスナイトLv5。登場は3章。
ペガサスナイト3姉妹の次女。パオラと共に参戦する。
公式イラストとゲーム画面では髪の色が全く一致しておらず、前者では茶色、後者では前作と同じく青となっている。
アトラス
初期クラスは村人Lv10。登場は3章。
山村に住む村人。弟と妹をギースにさらわれており、ギースを倒すため仲間になる。戦後は山に帰りきこりをしている。
小説版では傭兵になり、ギースに暗黒の剣を振るおうとするがジェシーに止められ、それを戒めとしてジェシーの王国建設に助力する。
ジェシー
初期クラスは傭兵Lv6。登場は3章。
エストを助けようとしてギースに捕らえられた傭兵。捕らえられた後、砂漠の砦にて監禁されるが、セリカ軍に救出される。エストを救出するためにそのまま参加し、ギースを討つことになる。戦後、砂漠に王国を建てて、砂漠の傭兵王となる。
小説版ではディーンを倒した後、ソニアを説得するため単身使者となるが帰ってこなかったため「ソニアの傀儡」と疑われるも、ギースの砦攻防の際にソニアの援軍を連れて帰還、ギースに暗黒の剣を振るおうとしたアトラスを自ら止め、その姿にこれまで疑っていたセリカ軍の皆が彼を真の仲間と認めることになる。
ディーン
初期クラスは剣士Lv5。登場は3章。
右目に傷を負った剣士。ギースの部下だが、ギースのことを嫌っている。ソニアとの選択になる。勇者の剣を所持している。戦後忽然と姿を消したが、新たな戦いを求め南の大陸に渡ったという噂が流れている。
諸事情により、後述のブライと顔グラフィックが同じである。
公式イラストとゲーム画面では髪の色が全く一致しておらず、前者では金髪、後ではピンクとオレンジの2色になっている。
佐野&わたなべ版ではギースの攻撃からソニアを庇って死亡している。ソニアとは仲が悪いようだが、実は好感を持っている表現がある。
『トラキア776』に同名キャラがおり（クラスはドラゴンマスター）、『聖戦の系譜』のストーリー中に登場するトラキア王国の「竜騎士ダイン」も書籍による表記違いの同名である。
ソニア
初期クラスは魔道士Lv5。登場は3章。
ギースの部下だが、ディーンと同じくギースの事をよく思っていない。エクスカリバーを操ることができる。ディーンとの選択になる。実は父親はジュダであり、マーラとヘステは彼女の姉である。そのため、父親であるジュダを酷く憎んで出奔。ギースの片腕となるが、ギースにも失望していた。
佐野&わたなべ版では、元はシスターだったが呪いで姉2人と共に魔女になったという設定になっている。
小説版では姉妹たちと「魂の連鎖」が起こっており、マーラがアルム軍に討たれた時にはその名を叫び、父ジュダと相討ちになり戦死した際にはヘステはソニアの名を叫び、リゲルの滝に向かい自殺した。
エスト
初期クラスはPナイトLv3。登場は3章。
ペガサスナイト3姉妹の三女。海賊から助け出すと参戦する。
公式イラストとゲーム画面では髪の色が全く一致しておらず、前者では青、後者では前作と同じく赤となっている。
ノーマ
初期クラスは賢者Lv7。登場は4章。
ミラ教団の偉大なる最高司祭。ドゼーの暗殺からセリカを守るために教会にて保護していたが、セリカが出発するときに心配はしていたがそのまま見送っていった。その後、心配になり、自らも追いかけていくが、その途中でミスを犯し、とある場所で立ち往生する羽目に。マイセンと同じく、老人のためか成長率が絶望的に低い。
戦後ミラとドーマの二つの教団を統合し最高司祭となっている。

### 敵キャラクター

#### ソフィア王国
ドゼー
クラスはバロンLv1。ソフィア王国宰相。クーデターを起こし、ソフィア王国一家を王女1人以外を手にかけ、実権を握り悪政を行なう。ずる賢いところもあり、解放軍の捕虜を見せしめにして処刑したり、ある条件を満たすと「影武者」を使って身の安全を図る。なお、第1章「ソフィアの門」のマップに登場する「竜の盾を持っているドゼー」は、とある過酷な方法で撃破は出来る。なお、アルムの正体を知っていた数少ない人物でもある。
佐野&わたなべ版では、ゲーム内の「ドゼーの砦」で登場。鎧に「ドーマ神の加護」があり、この加護をアルムが撃破（正確にはドゼーの顔を刺している）。負けを認めたドゼーが「ルドルフに操られ、ドーマの呪いがかけられていた。目が覚めたから共に戦いたい!」と往生際の悪い説得を述べていたが、解放軍のリーダーであるアルムの判断で解放軍全員の武器に刺されて死亡した。
スレイダー
クラスはパラディンLv1。ドゼーに仕える騎士で親衛隊長。「ソフィアの門」のボス。撃破するとそのまま戦死するが、彼を倒す前にドゼーを倒すと「いつかこの借りは返す」と言い残し立ち去る。しかし、その後彼と再び戦う機会はなくそのまま消息不明となる。

#### ギース盗賊団
ギース
クラスは魔戦士Lv1。砂漠の盗賊王であり、「ギースの砦」を中心としてソフィアの東に大きな勢力を持っている。ガッハやダッハをはじめ、ソフィアを荒らしていた全ての山賊と海賊を操っている。捕らえられたエストを配下の海賊から送られており、アトラスの弟と妹をもさらっている。また、ミラ神殿の関係者も多く捕らわれている。そのあまりにも残虐な行いのためか、仲間であるはずのディーンとソニアにも良く思われていない。
この名前は『聖戦の系譜』（クラスはジェネラル）と『封印の剣』（クラスは海賊）にも同名のキャラクターが登場する。
ダッハ
クラスは盗賊Lv10。ソフィア王国近海を牛耳る海賊の頭。バルボの家族の仇でもある。
ガッハ
クラスは盗賊Lv10。「ソフィアの海岸」でパオラとカチュアを襲撃する。
ウォルフ
クラスはスナイパーLv3。ギースの部下。「砂漠の砦」を守っている。
ドゼーに似た白髪白髭の老人のような容貌。

#### リゲル帝国軍
ルドルフ（1世）
クラスはゴールドナイトLv20。リゲル帝国の第4代皇帝。バレンシア大陸を創造した神の1人大地母神ミラをファルシオンで封じた。
リゲル城での戦いの前に部下に対し、自分が討たれれば潔く降伏せよと命令している。その言葉通りこのマップではルドルフを倒せばクリアとなる。パラメーターでは運の数字が「0」と表示されているが、運が「40」上がるアイテム・天使の指輪を装備しているため武器や魔法があまり命中せず、非常に強敵なのだが、アルムに対しては攻撃してこない。
アルムの実の父親であり、生まれたばかりのアルムをマイセンに託した張本人。滅び行くバレンシアの未来を危惧し、自らが破壊者となることで勇者の出現を促し、新しい時代を築くための捨石になろうと決意していた。アルムに敗れ自分が父親であることを明かすと、ファルシオンでドーマを倒すことを託し息絶えた。この後アルムは一部のリゲル将兵から「ルドルフ2世」として言及される。
ソフィア国王夫妻の記述はあるものの、ルドルフの皇妃に関しての記述はこれといってない。
佐野&わたなべ版ではゲーム内の顔グラフィックにはある髭が無い設定になっている。
篠崎版の『紋章の謎』ではジークのエピソードの経緯時に名前のみが登場している。
小説版ではアルムは攻められて命乞いをするような「愚君」を想像していたが、日々鍛錬を怠らぬ心身・首を傷つけられた時でも血が広がらぬよう伸ばされた髭・使う武器よりも遥かに手入れされた自害用の小刀など、戦士のユニティとして理想と呼べるような姿として描かれている。それでもアルムに対してはまるで自分が死ぬ事を望んでいるように抵抗してこない姿を見て、アルムも疑問を感じる事になる。
かつてソフィアから外交使節として来訪したマイセンに産まれたばかりのアルムを託し、城付きの乳母（シルクの母）と共に脱出させた。マイセンにアルムを託す際、ソフィア侵攻の際王族を一人だけ生き残らせる約束も行っており、それがセリカであるという設定にもなっている。
ザクソン
クラスはアーマーLv5。「ソフィアのきた」のボス。顔グラフィックはない。
ローソン
クラスはパラディンLv3。「ソフィアのもり2」のボス。顔グラフィックはスレイダーと同一。
ガゼル
クラスはボウナイトLv1。「もりのきた」のボス。顔グラフィックはスレイダーの色違いで、左右を刈り込んだモヒカンのような髪型。髪色はオレンジ。
ブライ
クラスは剣士Lv1。「ミラヘの谷」で待ち構える。暗黒の剣を持つ。
小説版ではかつては仲間に対しての面倒見の良い「ユニティの理想」とも呼べる剣士だったが、暗黒の剣に魅入られその力が自分の強さと錯覚した挙句、己を傷つけながら戦う剣士となっていた。セリカ軍に敗れ、その剣を墓標代わりにそこで朽ちると思っていたが、アトラスが密かに暗黒の剣を所持する事になる。
シーザス (Seazas)
クラスはGナイトLv1。リゲルとソフィアの国境に陣取っている。顔グラフィックは先述のスレイダー及びローソンと同一。
サイゾー
クラスは魔戦士Lv1。「リゲルの森」のボス。顔グラフィックはない。
ジェローム
クラスはGナイトLv5。顔グラフィックはドゼーと同一。リゲルの村を統括しており、「リゲル平野」をジークとともに守っている。非常に残忍かつ狡猾な男で、かつてリゲルの村を統括していたときは多くの悪行で村人を苦しめており、ジークの派遣でそれができなくなったときはヌイババと結託してティータを人質にとってジークを牽制していた。
マグナム
クラスはバロンLv10。グラフィックはドゼー及びジェロームと似ているが、髪は白髪で口髭も小さく、着ている鎧も青色である。「リゲルの滝」を守っている。倒されると相手を賞賛して逝く。
小説版では腹心のヘステが自殺し、リゲル軍所属のジークもアルム軍に付いた事から恐怖を覚え逃走する。
ミューラー
クラスはボウナイトLv10。リゲル軍。「要塞」を守っている。
小説版では要塞まで攻め入ってきたアルム・ジークと対談するなど寛容な性格でもあるが、ジークの洞察が正しい事を知るとリゲルの滅亡が避けられない事もまた知り、自分の銃弓で喉を貫き自害した。

#### ドーマ教団
ドーマ
クラスは邪神Lv20。バレンシア大陸を創造した神の1人。逞しさと力こそ全ての考えを持つ。本作のラスボス。
所々液状の様に腐敗した緑の皮膚に露出した筋肉が見え、形容しがたい、何かの生物の死骸のような姿をしている。移動は翼を羽ばたかせるかのように飛行し、首のように動く部位と頭の様な部分に赤い単眼を持つ。射程に入ると襲いかかってくる、シリーズでは珍しいラスボスである。HPが限界を超えており戦闘当初は「？？」表示になる（限界以下になると表示される）、メガクエイクやビグル召喚をしつつ、自身はアイビームや触手で積極的に攻撃を行い、ピンチになるとアイボールを使ってくる。ある一定の状態になったときのアルムのファルシオンでしか止めを刺せないはずなのだが、なぜかある魔法でも倒せる仕様の穴がある。また、ある2キャラの支援効果でも速攻で倒せるボスでもある。
なお、アルムがファルシオンで止めを刺す、すなわち、「主人公が専用武器で止めを刺さないとラスボスを撃破できない」という仕様は、『暁の女神』の神剣ラグネル（女神ユンヌの加護つき）装備のアイク対女神アスタルテの組み合わせでも起用されている。
佐野&わたなべ版ではラストに真の姿のドーマがミラと共に登場している。
篠崎版の『紋章の謎』上巻にジークのエピソードの経緯時にミラと共に名前のみが登場している。
ジュダ
クラスは祈祷師Lv20。僧侶風の縦長の帽子をかぶった青い顔の老人という顔グラをしている。ドーマ教の祭司長であり大賢者ハルクを打ち破った人物。各地に部下を送り暗躍し自身は「ドーマの沼」を守っているが、一定条件を満たすと撤退する。その後、「ドーマの塔」にてアルム軍をある罠にかけてセリカ軍を誘い出した。「ドーマの祭壇」にも登場する。とある倍数が絡む特殊な条件下でしか攻撃を受け付けない。また、3人の娘を持ちそのうち2人を魔女に変えた。
ドーマ教の祈祷師の中でも唯一ビグルの召喚が可能である。「ドーマの沼」「ドーマの祭壇」ともに攻略は任意であるが、倒すと召喚したビグルが消滅するので、撃破することが望ましい。「ドーマの沼」では竜の盾を装備しているが「ドーマの祭壇」では魔導の指輪を装備している。
タタラ
クラスは妖術師Lv10。緑のローブ姿に紫の肉が崩れ落ちたような容姿。ドゼーが倒されると水門に出現するドーマ教団の妖術師。リュートの妹、デューテを操ってアルム軍から「水門」を守っている。水門を閉めたために、ソフィア王国が水没する危機を作る。
ミカエラ
クラスは祈祷師Lv5。顔グラはジュダと同じ。ドーマ教団の祈祷師でガーゴイルを大量に召喚する。「ミラの神殿」でセリカ軍を待ち構える。
ガルシア
クラスは祈祷師Lv5。顔グラはジュダと同じ。ドーマ教団の祈祷師でミカエラ同様にガーゴイルを大量に召喚する。「死人の沼」のボス。
ドルク
クラスは祈祷師Lv10。顔グラはジュダを赤紫にした容姿。ドラゴンゾンビを大量に召喚する。「ドルクの砦」のボス。ジュダが追放した大賢者ハルクを見張るために砦を築き迷いの森の入り口を塞いでいる。
ジャミル
クラスは妖術師Lv10。顔グラはジュダを緑にした容姿。大地の精霊の力を借りて全ユニットを攻撃する強力な全体魔法メガクエイクの使い手であり、「ドーマの門」を守っている。
ヌイババ
クラスは妖術師Lv10。顔グラはタタラを緑にしたような容姿。「ヌイババの館」に住む恐山の主。皮膚の爛れた魔物のような出で立ち、このため性別は不明だがナレーションからは「かれ」と呼ばれている。
小説版ではアルム達を助けに来たジークと一騎討ちを演じるが、決め技であるはずのメデューサを使わず、「メデューサは高尚であり、わしには習得する事も出来なかった」と告白し、ジークに「過去に捕われるな、今己の愛する者を大切にせよ」と言い残しジークに討たれた。
マーラ
クラスは魔女Lv8。顔グラはソニアの髪を紫にして頬に涙滴状の模様がある容姿。「恐山」と「ドーマの祭壇」に登場する。下級の魔女を召喚することのできる高位の魔女。実はジュダの娘で、ドーマに生贄にささげられて高位の魔女に転生していた。
へステ
クラスは魔女Lv8。顔グラはマーラと同じ。「リゲルの滝」と「ドーマの祭壇」に登場する高位の魔女。マーラと同じく実はジュダの娘で、ドーマに生贄に捧げられて高位の魔女に転生していた。
ガネフ
クラスは妖術師Lv10。顔グラはヌイババと同じ。「ドーマの祭壇」に登場する。
ケルベス
クラスはケルベスLv10。「ドーマの祭壇」に登場する。顔グラフィックがなく、通常の魔戦士と異なり名前そのものがクラスとなっている。
ベルレス
クラスはベルレスLv10。「ドーマの祭壇」に登場する。名前以外はほぼケルベスと同様のキャラクター。
バデス
クラスはバデスLv10。「ドーマの祭壇」に登場する。
上述の二名同様、顔グラフィックがなく名前そのものがクラスであり、通常のGナイトと異なりピンク色をしている。
ゴールド
クラスはゴールドLv10。「ドーマの祭壇」に登場する。
黄金に輝くボウナイトの姿をしており、顔グラフィックがなく何故か二人存在している。

#### その他の敵キャラクター
「海の祠」のドラゴンゾンビ
「海の祠」を占拠しているドラゴンゾンビで、戦闘グラフィックは通常のドラゴンゾンビと同一のもの。ノーヴァ島の住民からも恐れられている。カムイは仲間に加わる際、ドラゴンゾンビはエンジェルの魔法がなければ倒すことは不可能だと忠告している。
小説版では、セーバーを庇ったカムイを殺害する。

### その他のキャラクター
リマ4世
ソフィアの国王でセリカの父。非常に悪評の高い国王であり、セリカの母リプリカとの結婚もリマ自身が自分勝手に挙げたほど。国政も放棄しておりこれに付け込んだ宰相・ドゼーに毒殺された。
リプリカ
ソフィアの王妃でセリカの母。元はミラ教のシスターで、リマ4世に見初められて無理矢理結婚させられる。セリカを産んだ後に死亡した。
大賢者ハルク
迷いの森の中にある「賢者の隠れ里」に隠匿している人物。かつてのドーマ教の祭司長でジュダにその地位を奪われた。セリカでこの人物に出会ったに後にアルムに大きな変化が起こる。
佐野&わたなべ版では顔グラフィックよりも少し若めで描かれている。
イルマ
『外伝』では名前が明かされていなかった。ギースの砦に何年もの間捕らえられていたシスターで、セリカ及びリプリカの事を知っている人物。『外伝』ではこの人物に出会った後にセリカに大きな変化が起こる。
佐野&わたなべ版ではギースの砦ではなくミラ神殿で出会っており、設定がシスターではなく語り部の女性に変更され、酷い重傷状態で登場している。
マッセナ
リゲル帝国の親衛隊長。皇帝・ルドルフが解放軍に撃破されても快くアルムを迎えてくれる。数少ないアルムの正体を知る人物でもある。
大地母神・ミラ
邪神・ドーマの妹神。自由と豊かさを愛しソフィアの民に信仰されている。ルドルフの持つファルシオンにより封印される。

### 魔物
『外伝』登場のモンスターの中でゾンビ、マミー、スケルトン、ビグル（戦う形状は変更されている）、ドラゴンゾンビ（戦う形状は変更されている）は、後の『聖魔の光石』にも起用されている。また、これらのモンスターの中には、レアアイテムの槍「太陽」「月光」「流星」を所有しているものもおり、当時『任天堂公式ガイドブック ファイアーエムブレム外伝百科』ではこれらの3種のレアアイテムのいずれかを発見したところの写真かビデオを撮影し小学館に送ることで特製テレホンカードのプレゼントに応募できるという記載があった。
ゾンビ
墓地から甦った蠢く死人。攻撃力は低いがHPは高い。ごくたまに鋼の盾を落とす。
マミー
ゾンビの上級クラス。見た目も能力値もゾンビと変わりないが、獲得経験値が非常に多い。ごくたまに鋼の盾を落とす。
スケルトン
守備が高い骸骨剣士。ごくたまに暗黒の剣を落とす。
リッチー
スケルトンの上級クラス。守備力が高い骸骨剣士。
ガーゴイル
素早さ、守備力、魔法防御が高い飛行する悪魔。ごく稀に、必殺発生確率が大きく向上する槍「流星」を落とす。
バルログ
ガーゴイルの上級クラス。素早さ、守備力、魔法防御が高い悪魔。
ドラゴンゾンビ
技と速さ以外は非常に高いドラゴンの死体。ごくたまに「竜の盾」を落とす。
白竜
ドラゴンゾンビの上級クラス。技と速さ以外は非常に高い白いドラゴンで、極一部の場所を守っている。
ビグル
素早さが最高に高く、他のパラメーターも平均的に高い、分裂する厄介な目玉のモンスター。毎ターン倍以上に分裂するため、根絶が困難で、魔物を消滅させる魔法ディルも効かない。ごく稀に、全武器中威力が最も高い槍「太陽」を落とす。
魔人
守備、HP、力が非常に高いモンスター。諸事情によりバロンのユニットアイコンと戦闘グラフィックが同じである。ディルが効かないので、正確には魔物ではないかもしれない。ごく稀に、装備したものに対し、攻撃時に地形効果無視および絶対必中効果（槍以外の武器および魔法問わず攻撃全般）を与える槍「月光」を落とす。

## 他機種版
| No. | タイトル                 | 発売日        | 対応機種        | 開発元                     | 発売元 | メディア                            | 型式 | 売上本数 | 備考 |
| --- | ------------------------ | ------------- | --------------- | -------------------------- | ------ | ----------------------------------- | ---- | -------- | ---- |
| 1   | ファイアーエムブレム外伝 | 2009年11月4日 | Wii             | インテリジェントシステムズ | 任天堂 | ダウンロード (バーチャルコンソール) | -    | -        |      |
| 2   | ファイアーエムブレム外伝 | 2013年4月3日  | ニンテンドー3DS | インテリジェントシステムズ | 任天堂 | ダウンロード (バーチャルコンソール) | -    | -        |      |
| 3   | ファイアーエムブレム外伝 | 2014年8月20日 | Wii U           | インテリジェントシステムズ | 任天堂 | ダウンロード (バーチャルコンソール) | -    | -        |      |

## スタッフ
- ゲーム・デザイン、ディレクター：加賀昭三(IS)[注 8]
- プログラマー：今西政之、たじまつねやす、吉田康二、福良啓[注 9]、しみずまさひろ
- グラフィック・デザイナー：町田敏、村松敏孝、大西直孝
- 音楽:辻横由佳（IS）[注 10]
- スーパーバイザー：岡田智、田中宏和[注 11]（任天堂開発第一部）、寺崎啓祐[注 12]
- スペシャルサンクス:北西亮一 (IS)、DR.OHTA、MR.MORI、成広通(IS)[4]、中村俊之 (IS)、WILL NAKAJIMA
- プロデューサー:横井軍平（任天堂）[注 13]

## 評価
- ゲーム誌『ファミコン通信』の「クロスレビュー」では、7・7・7・7の合計28点（満40点）となっており[7][5]、レビュアーの意見としては、「絵がヘボい。見てくれは決してよくないのだけど、中身は前作同様によい」、「詰め将棋的な色合いがより一層濃くなっているような気がするので、前作をプレーしてないズブの初心者はちょっと腰が引けるかも」などと評されている[7]。

- ゲーム誌『ファミリーコンピュータMagazine』の読者投票による「ゲーム通信簿」での評価は以下の通りとなっており、24.3点（満30点）となっている[6]。

| 項目 | キャラクタ | 音楽 | お買得度 | 操作性 | 熱中度 | オリジナリティ | 総合 |
| 得点 | 4.2        | 4.0  | 4.0      | 3.9    | 4.2    | 4.0            | 24.3 |

## 関連作品

### 書籍
- ファイアーエムブレム外伝百科（小学館）
  - 1992年04月初版発行 ISBN 4-09-104197-3
- ファイアーエムブレム外伝（ケイブンシャ）
  - 1992年04月初版発行
- ファイアーエムブレム外伝のすべて（JICC出版局）
  - 1992年05月初版発行 ISBN 4-7966-0326-3
- ファイアーエムブレム外伝必勝攻略法（双葉社）
  - 1992年05月初版発行 ISBN 4-575-15214-5
- 解析ファイアーエムブレム外伝（新紀元社）
  - 1992年7月23日発行 ISBN 4-88317-604-5
- ファミコン通信ファイアーエムブレム外伝のすべてがわかる本（アスキー）
  - 1992年6月6日発行
- ファミリーコンピュータMagazineファイアーエムブレム外伝攻略ガイドブック上巻（徳間書店）
  - 1992年3月20日発行
- ファミリーコンピュータMagazineファイアーエムブレム外伝攻略ガイドブック下巻（徳間書店）
  - 1992年4月3日発行
- ファイアーエムブレム ザ・コンプリート（NTT出版）
  - 1996年5月20日発行 ISBN 4-87188-822-3

『暗黒竜』『外伝』『紋章の謎』を網羅したファンブック。3作品のキャラクター、アイテム、国の紋章など設定資料集。『ファイアーエムブレム 紋章の謎 (OVA)』の紹介と出演声優のインタビュー。ファンによる投稿などがある。本文イラストに漫画家・田村由美と水玉螢之丞、イラストレーター・寺田克也。漫画に水縞とおる、那州雪絵他が参加している。
- 20th Anniversary ファイアーエムブレム大全（小学館）
  - 2010年6月1日発売。ISBN 978-4-09-106467-7
  - FEシリーズ20周年本。『暗黒竜と光の剣』から『新・紋章』まで紹介。

### 漫画
佐野真砂輝&わたなべ京
ファイアーエムブレム外伝（角川書店） 全1巻
1993年3月1日初版発行 ISBN 4-04-852393-7
箱田真紀
ファイアーエムブレム外伝（エニックス刊『月刊少年ガンガン』1992年7月増刊号『ファンタスティックコミック』掲載・40ページ）
単行本未収録。
東洋子
ファイアーエムブレム外伝（辰巳出版『COMICスーパーファミコンセレクション』1992年～1993年掲載）
未単行本化。

### 小説
尾崎克之
小説ファイアーエムブレム外伝（双葉社ファンタジーノベルシリーズ）
上・ソフィア解放戦争 1993年6月25日初版発行 ISBN 4-575-23151-7
下・悲しみの大地 1993年6月25日初版発行 ISBN 4-575-23152-5
小林真文・画
当小説版では原作の展開に沿いつつもキャラの設定以外に独自設定を設けている。一例として、兵種をユニティと呼称し、クラスチェンジにあたる儀式では強化に対する代償が発生する。
バレンシア統一以後に原作とは異なった結末を持つ。

### 音楽
FIRE EMBLEM THE BEST1
1997年4月25日発売 PSCN-5058/9
2枚組CDで『暗黒竜』の曲とセットである上に初の音楽CDでもある。

## 備考
- 1991
  - 電源を入れた時の年号と著作権の年号が「1991」年なのは、本来の発売日が1991年の年末発売予定だった名残である（発売延期により1992年になってしまった）。
- CM
  - アルムとマイセンをイメージした海外の俳優を起用した実写版である。キャッチフレーズは「ゲームは物語を超える。[注 14]」。なおこのCMには『外伝』のオープニングテーマには無い『FEのテーマ』を合唱隊[注 15]の歌声で起用している。
- 任天堂公式ガイドブック ファイアーエムブレム紋章の謎
  - 前述の『外伝』の小説を執筆した尾崎克之は、この本のインタビューに「原作の雰囲気を違う、違わないをすり合わせながら忠実に心がけ、ゲームの内容を盛り上げる増幅器のような受け入れ方をされると嬉しい」と述べた後、作品中「誰を死亡させるか?」で苦労。その理由は「FEのカリスマ的な魅力が人の痛みを持つ死ぬ事」だと語っていた。